# Tunes of Glory
Tunes of Glory (br Glória sem Mácula) é um filme britânico de 1960, do gênero drama de guerra, dirigido por Ronald Neame e estrelado por Alec Guinness e John Mills.
Um dos pontos fortes do filme é o elenco, principalmente Guinness e Mills, que, segundo Leonard Maltin, se saem magnificamente bem apesar de estarem em papéis trocados. Ken Wlaschin, por sua vez, lista o filme como um dos melhores das carreiras de ambos os atores. Guinnes, por fim, teria declarado que seu papel como o indisciplinado e popular Major Jock Sinclair seria seu favorito.
O filme marca a estreia de Susannah York no cinema.

## Sinopse
O major Jock Sinclair comanda temporariamente um regimento do exército da Escócia até a chegada do Coronel Basil Barrow. Barrow vem da alta classe, estudou nas melhores escolas e acredita cegamente em disciplina e eficiência nos processos burocráticos. Sinclair, ao contrário, veio dos extratos mais baixos da sociedade, teve de lutar para ascender na hierarquia militar e é amante de um bom copo. O choque entre os dois é inevitável, o que atenta contra a unidade do regimento. A situação chega à tragédia após Sinclair atacar um soldado que estava com sua filha e Barrow decidir levar o caso adiante.

## Premiações
| Patrocinador                                  | Prêmio                    | Categoria | Situação |
| --------------------------------------------- | ------------------------- | --- | --- |
| Academia de Artes e Ciências Cinematográficas | Oscar                     | Melhor Roteiro Adaptado | Indicado[carece de fontes?] |
| British Academy of Film and Television Arts   | BAFTA                     | Melhor Filme Britânico Melhor Filme de Qualquer Fonte Melhor Ator (Alec Guinness) Melhor Ator (John Mills) Melhor Roteiro Britânico | Indicado[carece de fontes?] Indicado[carece de fontes?] Indicado[carece de fontes?] Indicado[carece de fontes?] Indicado[carece de fontes?] |
| Festival de Veneza                            | Leão de Ouro Troféu Volpi | Melhor Filme Melhor Ator (John Mills)                                                                                               | Indicado[carece de fontes?] Vencedor[carece de fontes?]                                                                                     |

## Elenco
| Ator/Atriz         | Personagem           |
| ------------------ | -------------------- |
| Alec Guinness      | Major Jock Sinclair  |
| John Mills         | Coronel Basil barrow |
| Dennis Price       | Major Charles Price  |
| Kay Walsh          | Mary Titterington    |
| John Fraser        | Cabo Ian Fraser      |
| Susannah York      | Morag Sinclair       |
| Gordon Jackson     | Capitão Jimmy Cairns |
| Duncan Macrae      | Major MacLean        |
| Percy Herbert      | Riddick              |
| Allan Cuthbertson  | Capitão Eric Simpson |
| Paul Whitsun-Jones | Major Dusty Miller   |
| Gerald Harper      | Major Hugo Macmillan |
| Richard Leech      | Capitão Alec Rattray |